# Salles-et-Pratviel
Salles-et-Pratviel település Franciaországban, Haute-Garonne megyében. Lakosainak száma 127 fő (2022. január 1.). Salles-et-Pratviel Cier-de-Luchon, Antignac, Artigue, Gouaux-de-Luchon, Juzet-de-Luchon, Sode és Moustajon községekkel határos.

## Népesség
A település népessége az elmúlt években az alábbi módon változott:
| Lakosok száma | 88   | 90   | 129  | 126  | 140  | 133  | 133  | 129  | 127  | 127  |
|               | 1968 | 1982 | 1990 | 2006 | 2013 | 2015 | 2017 | 2019 | 2020 | 2022 |